# Fadas de Cottingley
As Fadas de Cottingley  aparecem em uma série de cinco fotografias tiradas por Elsie Wright e Frances Griffiths, duas jovens primas que viviam em Cottingley, perto de Bradford, na Inglaterra, à época da Primeira Guerra Mundial. Em 1917, quando as duas primeiras fotos foram tiradas, Elsie tinha 16 anos e Frances tinha 9. As fotos chamaram a atenção do escritor Sir Arthur Conan Doyle, que as usou para ilustrar um artigo sobre fadas que ele havia sido contratado para escrever para a edição de Natal de 1920 da revista The Strand Magazine. Conan Doyle, como um espiritualista, estava entusiasmado com as fotografias, e as interpretou como uma evidência clara e visível de fenômenos psíquicos. A reação do público foi mista; alguns aceitaram as imagens como autênticas, mas outros acreditavam que tinham sido falsificadas.
O interesse pelas Fadas de Cottingley diminuiu gradualmente após 1921. As duas meninas se casaram e viveram no exterior por um tempo depois que cresceram, mas as fotografias continuaram a deter a imaginação do público; em 1966, um repórter do jornal Daily Express rastreou Elsie, que até então tinha voltado para o Reino Unido. Elsie deixou em aberto a possibilidade de que ela acreditava que tinha fotografado seus pensamentos, e a mídia, mais uma vez ficou interessada na história.
No início de 1980, Elsie e Frances admitiram que as fotos foram forjadas, usando recortes de papelão de fadas retirados de um popular livro para crianças da época, mas Frances afirmou que a quinta e última fotografia era real. As fotografias e duas das câmeras usadas estão em exposição no National Media Museum, em Bradford.

## Fotografias de 1917
Em meados de 1917, Frances Griffiths, de nove anos de idade, e sua mãe — ambas recém chegadas ao Reino Unido vindas da África do Sul — estavam com a tia Frances, a mãe de Elsie Wright, na aldeia de Cottingley em West Yorkshire; Elsie tinha então 16 anos idade. As duas meninas frequentemente brincavam juntas ao lado do córrego no fundo do jardim, para grande aborrecimento de suas mães, porque elas frequentemente voltavam com os pés e as roupas molhadas. Frances e Elsie disseram que só foram ao córrego para ver as fadas, e para provar, Elsie pegou emprestado a câmera de seu pai. As meninas voltaram cerca de 30 minutos depois, triunfantes.
O pai de Elsie, Arthur, era um fotógrafo amador, e tinha criado o seu próprio darkroom. A imagem na chapa fotográfica que ele revelou mostrou Frances atrás de um arbusto em primeiro plano, no qual quatro fadas pareciam estar dançando. Sabendo da habilidade artística de sua filha, e que ela havia passado algum tempo trabalhando no estúdio de um fotógrafo, ele rejeitou as figuras considerando-as recortes de papelão. Dois meses depois, as meninas pegaram a câmera emprestada de novo, e desta vez voltaram com uma fotografia de Elsie sentada no gramado estendendo a mão para um gnomo de 30 cm. Irritado com o que ele acreditava ser "nada mais que uma brincadeira", e convencido de que as meninas deviam ter adulterado sua câmera de alguma forma, Arthur Wright se recusou a emprestá-la novamente. Sua esposa Polly, no entanto, acreditava que as fotografias eram autênticas.

Estou aprendendo Francês, Geometria, Culinária e Álgebra na escola agora. Papai chegou em casa da França na outra semana após ter estado lá por 10 meses, e todos nós achamos que a guerra vai acabar em poucos dias… Estou enviando duas fotos, ambas de mim, uma comigo em um traje de banho no nosso quintal, enquanto a outra sou eu com algumas fadas. Elsie tirou essa última.

Carta de Frances Griffiths a uma amiga na África do Sul.
No fim de 1918, Frances enviou uma carta a Johanna Parvin, uma amiga da Cidade do Cabo, na África do Sul, onde Frances tinha vivido a maior parte de sua vida, colocando a foto dela com as fadas. Na parte de trás, ela escreveu: "É engraçado, eu não costumava vê-las na África. Deve ser muito quente para elas aí".
As fotografias tornaram-se públicas em meados de 1919, após a mãe de Elsie participar de uma reunião da Sociedade Teosófica em Bradford. A palestra naquela noite foi sobre "Vida das Fadas", e, ao final da reunião, Polly Wright mostrou as duas fotografias de fadas tiradas por sua filha e sobrinha para o palestrante. Como resultado, as fotografias foram exibidas na conferência anual da Sociedade em Harrogate, realizada alguns meses mais tarde. Lá, eles chamaram a atenção de um dos principais membros da Sociedade, Edward Gardner. Uma das crenças centrais da Teosofia é que a humanidade está passando por um ciclo de evolução, no sentido de aumentar a "perfeição", e Gardner reconheceu o potencial significado das fotografias para o movimento:
| “ | …o fato de que duas jovens não só puderam ver fadas, o que outros já haviam feito, mas foram realmente capazes, pela primeira vez na história, de materializa-las em uma densidade suficiente para que suas imagens fossem gravadas em uma placa fotográfica, significou que possivelmente o próximo ciclo de evolução estivesse em curso. | ” |

## Primeiras análises
Gardner enviou as gravuras juntamente com os negativos de vidro de placa originais para Harold Snelling, especialista em fotografia. A opinião de Snelling foi que "os dois negativos são inteiramente autênticos, fotografias não-falsas… nenhum vestígio de qualquer trabalho de estúdio envolvendo modelos de cartão ou de papel". Ele não foi tão longe a ponto de dizer que as fotografias mostravam fadas, afirmando apenas que "estas são fotografias cruas de o que quer que seja que estava na frente da câmera no momento". Gardner teve as gravuras "esclarecidas" por Snelling e novos negativos produzidos, "mais propícios para impressão", para uso nas palestras ilustradas que ele deu em todo o Reino Unido. Snelling forneceu as impressões fotográficas que estavam disponíveis para venda nas palestras de Gardner.
O autor e proeminente espiritualista Sir Arthur Conan Doyle soube das fotografias pelo editor da publicação dos espiritualistas Light. Ele tinha sido autorizado pela The Strand Magazine a escrever um artigo sobre fadas para a sua edição de Natal, e as fotografias de fadas "devem ter parecido uma dádiva de Deus", segundo o radiodifusor e historiador Magnus Magnusson. Conan Doyle contatou Gardner em junho de 1920 para determinar o plano de fundo para as fotografias, e escreveu a Elsie e seu pai para pedir a permissão do último para usar as fotos em seu artigo. Arthur Wright ficou "obviamente impressionado" que Conan Doyle estava envolvido, e deu a sua autorização para publicação, mas ele recusou o pagamento, alegando que, se verdadeiras, as imagens não deveriam ser "sujadas" por dinheiro.
Gardner e Conan Doyle buscaram uma segunda opinião de especialistas da empresa fotográfica Kodak. Vários dos técnicos da empresa analisaram as fotos aprimoradas e, embora eles terem concordado com Snelling que as imagens "não mostraram sinais de terem sido falsificadas", eles concluíram que "isso não poderia ser tomado como evidência conclusiva… que eram fotografias autênticas de fadas". A Kodak se recusou a emitir um certificado de autenticidade. Gardner acreditava que os técnicos da Kodak podem não ter examinado as fotografias de forma inteiramente objetiva, observando que um tinha comentado: "afinal de contas, as fadas não poderiam ser verdadeiras, as fotografias devem ter sido falsificadas de alguma forma". As fotos também foram examinadas por outra empresa fotográfica, Ilford, que relatou de forma inequívoca que havia "algumas evidências de falsificação". Gardner e Conan Doyle, talvez um tanto otimistas, interpretaram o resultados das três avaliações de peritos como duas a favor da autenticidade e uma contra.
Conan Doyle também mostrou as fotos para o físico e pesquisador psíquico pioneiro Sir Oliver Lodge, que acreditava que as fotografias eram falsas. Ele sugeriu que uma trupe de dançarinos se disfarçaram de fadas, e manifestou dúvidas quanto aos seus "penteados distintamente parisiense".

## Fotografias de 1920
Conan Doyle estava preocupado com a organização de uma turnê de palestras iminente da Austrália, e em julho de 1920, enviou Gardner para conhecer a família Wright. Frances estava então morando com seus pais em Scarborough, mas o pai de Elsie disse a Gardner que ele estava tão certo de que as fotografias eram falsas que enquanto as meninas estavam fora, ele examinou o quarto delas e a área em torno do córrego, procurando por restos de imagens ou recortes, mas não encontrou nada "incriminador".
Gardner acreditava que a família Wright era honesta e respeitável. Colocar a questão da autenticidade das fotografias além de qualquer dúvida, ele voltou para Cottingley no final de julho com duas câmeras Kodak Cameo e 24 placas fotográficas secretamente marcadas. Frances foi convidada a ficar com a família Wright durante as férias de verão da escola para que ela e Elsie pudessem tirar mais fotos das fadas. Gardner descreveu sua entrevista no seu livro Fairies: A Book of Real Fairies, de 1945.
| “ | Eu saí, para Cottingley novamente, levando as duas câmeras e placas de Londres, e conheci a família e expliquei para as duas meninas o simples funcionamento das câmeras, dando uma a cada. As câmeras foram carregadas, e meu conselho final foi que eles precisavam ir até o vale apenas nos dias bons como elas estavam acostumadas a fazer antes, atrair as fadas, e ver o que elas poderiam conseguir. Sugeri apenas as precauções mais óbvias e fáceis sobre iluminação e distância, porque eu sabia que era essencial elas se sentirem livres e desimpedidas e não terem peso de responsabilidade. Se não desse em nada, eu disse a elas, não precisavam se preocupar. | ” |

Até 19 de agosto, o clima estava inadequado para fotografar. Pelo fato de Frances e Elsie insistirem que as fadas não iriam se mostrar se outros estivessem assistindo, a mãe de Elsie foi convencida a visitar a irmã para tomar chá, deixando as meninas sozinhas. Na sua ausência, as garotas tiraram várias fotografias, duas das quais pareceram revelar fadas. Na primeira, Frances and the Leaping Fairy (Frances e a Fada que Pula), Frances é mostrada de perfil com uma fada alada perto do nariz. A segunda, Fairy offering Posy of Harebells to Elsie (Fada oferecendo um ramalhete de Harebells para Elsie), mostra uma fada ou pairando ou na ponta dos pés em um galho, e oferecendo Elsie uma flor. Dois dias depois, as meninas tiraram a última foto, Fairies and Their Sun-Bath (Fadas e seu Banho de Sol).
As chapas foram acondicionadas em algodão e voltaram para Gardner, em Londres, que enviou um "extático" telegrama para Conan Doyle, até então em Melbourne Conan Doyle escreveu de volta:
| “ | Meu coração ficou muito contente quando aqui, na distante Austrália, que eu recebi seu bilhete e as três fotos maravilhosas que são confirmatórias de nossos resultados publicados. Quando nossas fadas forem admitidos, outros fenômenos psíquicos vão encontrar uma aceitação mais pronta… Tivemos mensagens contínuas em sessões por algum tempo de que um sinal visível estava chegando. | ” |

## Publicação e reação
O artigo de Conan Doyle, na edição de dezembro de 1920 do The Strand continha duas imagens em alta resolução das fotografias de 1917, e esgotou em poucos dias de publicação. Para proteger o anonimato das meninas, Frances e Elsie eram chamadas de Alice e Iris, respectivamente, e a família Wright foi referida como os Carpenters. Como um espiritualista entusiasta e empenhado, Conan Doyle esperava que se as fotografias convencessem o público da existência de fadas, então eles poderiam aceitar mais facilmente outros fenômenos psíquicos. Ele terminou seu artigo com as palavras.:
| “ | O reconhecimento da existência delas vai sobressaltar a mente material do século XX para fora de suas rotinas pesadas, e irá faze-la admitir que existe um glamour e mistério da vida. Tendo descoberto isso, o mundo não vai achar tão difícil aceitar essa mensagem espiritual apoiada por fatos físicos que já foram colocados à sua frente. | ” |

A cobertura inicial da imprensa foi "mista", geralmente uma combinação de "constrangimento e perplexidade". O romancista histórico e poeta Maurice Hewlett publicou uma série de artigos no jornal literário John O' London's Weekly, em Londres, no qual concluiu: "Conhecendo crianças, e sabendo que Sir Arthur Conan Doyle tem pernas, eu decido que as Srtas. Carpenters puxaram uma delas". O jornal Truth, de Sydney, em 5 de janeiro de 1921, expressou uma opinião semelhante: "Para a verdadeira explicação para estas fotografias de fadas, o que se deseja não é um conhecimento de fenômenos ocultos, mas o conhecimento de crianças". Algumas figuras públicas foram mais simpáticas. Margaret McMillan, a reformadora educacional e social, escreveu: "Como é maravilhoso que, para estas queridas crianças, um presente tão maravilhoso foi concedido". O romancista Henry de Vere Stacpoole decidiu tomar as fotografias de fadas e as meninas pelo valor nominal. Em uma carta a Gardner, ele escreveu: "Olhe para o rosto de Alice [France]. Olhe para o rosto de Iris [Elsie]. Há uma coisa extraordinária chamada VERDADE que tem 10 milhões de rostos e formas — é a moeda corrente de Deus e nem o batedor mais inteligente ou um falsificador pode imita-la."
Major John Hall-Edwards, um fotógrafo afiado e pioneiro dos tratamentos de raios-X médicos na Grã-Bretanha, foi um crítico particularmente vigoroso:
| “ | Com as provas, eu não tenho nenhuma hesitação em dizer que essas fotos podem ter sido "falsificadas". Eu critico a atitude daqueles que declararam que há algo de sobrenatural nas circunstâncias presentes para a adoção dessas fotos porque, como médico, acredito que a proposta de tais ideias absurdas nas mentes de crianças irão resultar na vida adulta, em manifestações, desordem nervosa e distúrbios mentais. | ” |

Conan Doyle usou as fotografias mais recentes, em 1921, para ilustrar um segundo artigo na The Strand, no qual ele descreveu outros relatos de avistamentos de fadas. O artigo estabeleceu a base para seu livro The Coming of the Fairies, de 1922. Tal como antes, as fotografias foram recebidas com credulidade mista. Céticos observaram que as fadas "pareciam suspeitosamente como as fadas tradicionais de contos infantis" e que tinham "penteados muito na moda".

## A última visita de Gardner
Gardner fez uma visita final a Cottingley, em agosto de 1921. Ele mais uma vez trouxe câmeras e placas fotográficas para Frances e Elsie, mas foi acompanhado pelo clarividente Geoffrey Hodson. No entanto, nenhuma das meninas afirmaram ter visto quaisquer fadas, e não houve mais fotografias, "pelo contrário, ele [Hodson] as viu [as fadas] em todos os lugares" e escreveu volumosas notas sobre suas observações.
A essa altura, Elsie e Frances estavam cansadas de todo o negócio de fadas. Anos mais tarde, Elsie olhou para uma fotografia de si mesma e Frances tirada com Hodson e disse: "Olha isso, farta de fadas!". Ambas, Elsie e Frances, mais tarde, admitiram que elas fingiram acreditar em Hodson sem más intenções, e que o consideravam "uma farsa".

## Investigações posteriores
O interesse do público nas Fadas de Cottingley diminuiu gradativamente após 1921. Elsie e Frances eventualmente se casaram e moraram no exterior por muitos anos. Em 1966, um repórter do jornal Daily Express rastreou Elsie, que estava, até então, de volta à Inglaterra. Ela admitiu em uma entrevista dada naquele ano que as fadas poderiam ter sido "frutos da minha imaginação", mas deixou em aberto a possibilidade de que ela acreditava que tinha de alguma forma conseguido fotografar seus pensamentos. A mídia, posteriormente, tornou-se novamente interessada nas fotografias de Frances e Elsie. O programa de televisão Nationwide, da BBC, investigou o caso em 1971, mas Elsie se prendeu à sua história: "Eu já lhe disse que são fotografias de frutos de nossa imaginação, e mantenho assim".
Elsie e Frances foram entrevistadas pelo jornalista Austin Mitchell em setembro de 1976, durante um programa transmitido na Yorkshire Television. Quando pressionadas, ambas concordaram que "uma pessoa racional não vê fadas", mas negaram terem fabricado as fotografias. Em 1978, o mágico e cético James Randi e uma equipe do Comitê para a Investigação Científica de Alegações do Paranormal examinaram as fotografias, através de um "processo de tratamento por computador". Eles concluíram que as fotografias eram falsas, e que as cordas podiam ser vistas apoiando as fadas. Geoffrey Crawley, editor do British Journal of Photography, empreendeu uma "grande investigação científica das fotografias e os acontecimentos em torno delas", publicada entre 1982 e 1983, "a primeira grande análise pós-guerra do caso". Ele também concluiu que as imagens eram falsas.

## Confissão
Em 1983, as primas admitiram em um artigo publicado na revista The Unexplained que as fotografias tinham sido falsificadas, embora ambas sustentaram que elas realmente tinham visto fadas. Elsie tinha copiado ilustrações de fadas de um livro infantil popular do tempo, Princess Mary's Gift Book, publicado em 1914. Elas disseram que, em seguida, recortaram as figuras de papelão e apoiaram-nas com alfinetes de chapéu, descartando seus adereços no córrego, uma vez que a fotografia tinha sido tirada. Mas as primas discordaram sobre a quinta e última fotografia, a qual Conan Doyle em seu The Coming of the Fairies (A Vinda das Fadas) descreveu da seguinte maneira:
| “ | Sentada na extremidade superior esquerda, com a asa bem apresentada, é uma fada despida, aparentemente considerando se é hora de levantar. Uma [fada] que madrugou, de idade mais madura, é vista à direita possuindo cabelo abundante e asas maravilhosas. Seu corpo ligeiramente mais denso pode ser vislumbrado dentro de seu vestido de fada. | ” |

Elsie manteve que era uma farsa, assim como todos os outros, mas Frances insistiu que era verdade. Em entrevista concedida no início de 1980 Frances disse:
| “ | Era uma tarde molhada de sábado e nós estávamos à toa com nossas câmeras e Elsie não tinha nada preparado. Eu vi as fadas aparecerem na grama e apenas apontei a câmera e tirei uma foto. | ” |

As duas afirmaram terem tirado a quinto fotografia. Em uma carta publicada no jornal The Times em 9 de abril de 1983, Geoffrey Crawley explicou a discrepância, sugerindo que a fotografia fosse "uma dupla exposição não intencional de recortes de fadas na grama" e, assim, "ambas as senhoras podem estar sendo bastante sinceras em crer que cada uma tirou a foto".
Em uma entrevista de 1985, Arthur C. Clarke's World of Strange Powers, na Yorkshire Television, Elsie disse que ela e Frances estavam muito envergonhadas para admitirem a verdade depois de enganarem Conan Doyle, autor de Sherlock Holmes: "Duas crianças aldeãs e um homem brilhante como Conan Doyle — bem, nós poderíamos apenas ter ficado quietas". Na mesma entrevista, Frances disse: "Eu nunca pensei nisso como sendo uma fraude — era apenas Elsie e eu tendo um pouco de diversão e eu não consigo entender até hoje por que eles foram enganados — eles queriam ser enganados".

## História subsequente
Frances morreu em 1986, e Elsie, em 1988. Cópias de suas fotografias das fadas, juntamente com alguns outros itens, incluindo uma primeira edição do livro de Conan Doyle The Coming of the Fairies, foram vendidos em leilão em Londres por £21,620 em 1998. Nesse mesmo ano, Geoffrey Crawley vendeu o seu material de Fada Cottingley para o National Museum of Film, Photography and Television in Bradford em Bradford (atual National Media Museum), onde está em exibição. A coleção incluía cópias das fotografias, duas das câmeras usadas pelas meninas, aquarelas de fadas pintadas por Elsie, e uma carta de nove páginas de Elsie admitindo a farsa. As chapas fotográficas de vidro foram comprados por £6,000 por um comprador anônimo em um leilão realizado em Londres, em 2001.
A filha de Frances, Christine Lynch, apareceu em um episódio do programa de televisão britânico Antiques Roadshow, em Belfast, transmitido pela BBC One, em janeiro de 2009, com as fotografias e uma das câmeras dadas às garotas por Conan Doyle. Christine disse ao especialista, Paul Atterbury, que acreditava, assim como sua mãe, que as fadas na quinta fotografia eram reais. Atterbury estimou o valor dos itens entre £25.000 e £30.000. A primeira edição das memórias Frances foi publicada poucos meses depois, sob o título Reflections on the Cottingley Fairies (Reflexões Sobre as Fadas de Cottingley). O livro contém correspondências, às vezes "amarga", entre Elsie e Frances. Em uma carta, datada de 1983, Frances escreveu:
| “ | Eu odiava essas fotografias desde os 16 anos de idade, quando o Sr. Gardner me presenteou com um buquê de flores e queria que eu me sentasse na plataforma [em uma reunião da Sociedade Teosófica] com ele. Eu percebi que estava encrencada se não mantivesse segredo. | ” |

Os filmes de 1997, O Encanto das Fadas e Photographing Fairies (Fotografando Fadas) foram inspirados pelos acontecimentos em torno das Fadas de Cottingley. As fotografias foram parodiadas em um livro de 1994 escrito por Terry Jones e Brian Froud, Lady Cottington's Pressed Fairy Book.